# THE IDOLM@STER ANIM@TION MASTER
「THE IDOLM@STER ANIM@TION MASTER」（アイドルマスター アニメーションマスター）は、2011年8月10日から日本コロムビアよりリリースされているアニメ『THE IDOLM@STER』のCDシリーズ。
『MASTER ARTIST 2』に続くCDシリーズで、このシリーズに続き、『ANIM@TION MASTER 生っすかSPECIAL』シリーズがリリースされている。

## 概要
テレビアニメ『THE IDOLM@STER』のサウンドトラックシリーズで、01・04にはオープニングテーマ、02・03・05 - 07にはテレビアニメで使用された劇伴および挿入歌の一部・エンディングテーマ（特別編26話を除く）、ドラマ「音無小鳥の765プロ秘密レポート」を収録している。ジャケットイラストは『MASTER ARTIST』以降担当してきた杏仁豆腐ではなく、アニメスタッフ（01・04を飯塚晴子、それ以外を松尾祐輔）が担当している。なお、01・04はシングル、それ以外はアルバムの扱いとなっている。
アニメ用に用意された新曲を太字、新規にリミックス・録音された楽曲は斜体で表記する。なお、アニメの劇伴製作は高田龍一。

## 01 READY!!
2011年8月10日発売。第1クールのオープニングテーマである「READY!!（M@STER VERSION）」などを収録。2011年8月22日付のオリコン週間シングルランキングで最高4位を獲得した。

## 02
2011年9月7日発売。「READY!!」のTVサイズ版、第1話から第5話までの劇中挿入歌、エンディング、BGMとオリジナルのドラマを収録。初回版はBOXパッケージ仕様。
収録曲
1. レッスン
2. READY!!（TV SIZE）
歌：765PRO ALLSTARS[メンバー 1]
作詞：yura、作曲・編曲：神前暁
3. 少女たち
4. The world is all one !!（M@STER VERSION）[注 2]
歌：765PRO ALLSTARS[メンバー 1]
作詞：RIONA、作曲：田代智一、編曲：荒木啓六
5. 友情
6. 私はアイドル♡（M@STER VERSION）
歌：水瀬伊織（釘宮理恵）、高槻やよい（仁後真耶子）、双海亜美／真美（下田麻美）
作詞：中村恵、作曲・編曲：NBGI（佐々木宏人）
7. うれしい気持ち
8. ポジティブ!（M@STER VERSION）
歌：水瀬伊織（釘宮理恵）、高槻やよい（仁後真耶子）
作詞：NBGI（mft）、作曲・編曲：NBGI（中川浩二）
9. なかよし
10. ALRIGHT*
歌：萩原雪歩（浅倉杏美）
作詞：yura、作曲：cota、編曲：関淳二郎
11. 夢見るアイドル
12. First Stage（M@STER VERSION）
歌：萩原雪歩（浅倉杏美）、菊地真（平田宏美）
作詞：中村恵、作曲・編曲：NBGI（佐々木宏人）
13. 気乗りしない…
14. 乙女よ大志を抱け!!
歌：天海春香（中村繪里子）
作詞：yura、作曲：白戸佑輔、編曲：景家淳
15. 明るく楽しく
16. 蒼い鳥（M@STER VERSION） 〜TV ARRANGE〜
歌：如月千早（今井麻美）
作詞：森由里子、作曲：NBGI（椎名豪）、編曲：宮原恵太
17. 多忙な日々
18. ゲンキです
19. 神SUMMER!!
歌：天海春香（中村繪里子）、高槻やよい（仁後真耶子）、双海亜美／真美（下田麻美）、萩原雪歩（浅倉杏美）、水瀬伊織（釘宮理恵）、四条貴音（原由実）
作詞：yura、作曲・編曲：田中秀和
20. いつもの空
21. i（Piano Instrumental Version）
22. MOONY
歌：如月千早（今井麻美）、三浦あずさ（たかはし智秋）、菊地真（平田宏美）、星井美希（長谷川明子）、我那覇響（沼倉愛美）、秋月律子（若林直美）
作詞：yura、作曲・編曲：Funta7
23. ボーナス・トラック「音無小鳥の765プロ秘密レポート 〜激動編〜」
出演：天海春香（中村繪里子）、菊地真（平田宏美）、萩原雪歩（浅倉杏美）、音無小鳥（滝田樹里）

## 03
2011年10月5日発売。第6話から第10話までの劇中挿入歌、エンディング、BGMとオリジナルのドラマを収録。初回版はBOXパッケージ仕様。
収録曲
1. 真剣なまなざし
2. SMOKY THRILL（M@STER VERSION）
歌：竜宮小町[メンバー 2]
作詞・作曲・編曲：NBGI（uRy）
3. プロデューサー、走る!
4. THE IDOLM@STER
歌：765PRO ALLSTARS[メンバー 1]
作詞：中村恵、作曲・編曲：NBGI（佐々木宏人）
5. いつも明るい
6. キラメキラリ
歌：高槻やよい（仁後真耶子）
作詞：yura、作曲：神前暁
7. 心情
8. おはよう!!朝ご飯（M@STER VERSION）
歌：高槻やよい（仁後真耶子）
作詞：中村恵、作曲・編曲：NBGI（佐々木宏人）
9. 緊迫感
10. 晴れ色
歌：三浦あずさ（たかはし智秋）
作詞：伊那村さちこ、作曲：小西裕子、編曲：佐藤ノリチカ
11. エージェント夜を往く
歌：菊地真（平田宏美）
作詞・作曲・編曲：NBGI（LindaAI-CUE）
12. 迷走Mind
歌：菊地真（平田宏美）
作詞：NBGI（mft）、作曲・編曲：NBGI（中川浩二）
13. shiny smile（REM@STER-A）
歌：菊地真（平田宏美）、三浦あずさ（たかはし智秋）
作詞：朝日祭、作曲：NBGI（Yoshi）、編曲：林部亜紀子
14. ガンバル…
15. ハニカミ! ファーストバイト
歌：竜宮小町[メンバー 2]
作詞：後藤裕之、作曲：NBGI（中川浩二）、編曲：NBGI（中川浩二、増渕裕二）
16. トラブル
17. Next Life（Instrumental）
作曲・編曲：NBGI（遠山明孝）
18. 感情ダウン
19. 黎明スターライン
歌：双海亜美／真美（下田麻美）
作詞：NBGI（LindaAI-CUE）、作曲・編曲：NBGI（増渕裕二）
20. THE IDOLM@STER（BGM Version）
21. L・O・B・M
歌：765PRO ALLSTARS[メンバー 1]
作詞：NBGI（mft）、作曲・編曲：NBGI（高田龍一）
22. がんばるアイドルたち
23. GO MY WAY!!
歌：765+876PRO ALLSTARS[メンバー 3]
24. ボーナス・トラック「音無小鳥の765プロ秘密レポート〜世紀末救世主編〜」
出演：高槻やよい（仁後真耶子）、水瀬伊織（釘宮理恵）、音無小鳥（滝田樹里）

## 04 CHANGE!!!!
2011年11月9日発売。第2クールのオープニングテーマである「CHANGE!!!!（M@STER VERSION）」などを収録。2011年11月21日付のオリコン週間シングルランキングで最高6位を獲得した。

## 05
2011年11月30日発売。第11話から第15話までの劇中挿入歌、エンディング、BGMとオリジナルのドラマパートを収録。初回版はBOXパッケージ仕様。
収録曲
1. 今日も元気!
2. 笑って!
歌：天海春香（中村繪里子）
作詞：伊那村さちこ、作曲：DY-T、編曲：草野よしひろ
3. START!!
歌：天海春香（中村繪里子）
作詞：白瀬彩、作曲・編曲：宮崎誠
4. 蒼い鳥（Piano Instrumental Version）
5. ふるふるフューチャー☆
歌：星井美希（長谷川明子）
作詞：朝日祭、作曲・編曲：NBGI（Yoshi）
6. ショッキングな彼
歌：星井美希（長谷川明子）
作詞：NBGI（mft）、作曲：NBGI（中川浩二）、編曲：NBGI（中川浩二、増渕裕二）
7. GO MY WAY!!（BGM VERSION）
8. マリオネットの心（M@STER VERSION）
歌：星井美希（長谷川明子）
作詞：mft、作曲：橋本由香利、編曲；宮崎誠
9. 自分REST@RT（M@STER VERSION）
歌：天海春香（中村繪里子）、星井美希（長谷川明子）、如月千早（今井麻美）、高槻やよい（仁後真耶子）、萩原雪歩（浅倉杏美）、菊地真（平田宏美）、双海真美（下田麻美）、四条貴音（原由実）、我那覇響（沼倉愛美）
作詞：佐々木宏人、作曲・編曲：田中秀和
10. i
歌：765PRO ALLSTARS[メンバー 1]
作詞：中村恵、作曲・編曲：佐々木宏人
11. キミはメロディ (M@STER VERSION）
歌：高槻やよい（仁後真耶子）、萩原雪歩（浅倉杏美）、菊地真（平田宏美）、水瀬伊織（釘宮理恵）、三浦あずさ（たかはし智秋）、秋月律子（若林直美）
作詞：遠藤フビト、作曲・編曲：NBGI（内田哲也）
12. Colorful Days（M@STER VERSION）
歌：天海春香（中村繪里子）、星井美希（長谷川明子）、如月千早（今井麻美）、双海亜美／真美（下田麻美）、四条貴音（原由実）、我那覇響（沼倉愛美）
作詞：中村恵、作曲・編曲：NBGI（佐々木宏人）
13. MEGARE!（M@STER VERSION）
歌：765PRO ALLSTARS[メンバー 1]
作詞：NBGI（mft）、作曲・編曲：NBGI（高田龍一）
14. ボーナス・トラック「音無小鳥の765プロ秘密レポート〜3度目の正直だけど、多分いつもと同じ編〜」
出演：星井美希（長谷川明子）、双海亜美／真美（下田麻美）、音無小鳥（滝田樹里）
15. ボーナス・トラック2「第13話LIVE曲メドレー」
曲目は以下の通り。
  1. THE IDOLM@STER
  2. 乙女よ大志を抱け!!
  3. キラメキラリ
  4. 私はアイドル♡
  5. My Best Friend
  6. スタ→トスタ→
  7. 思い出をありがとう
  8. Next Life
  9. フラワーガール
  10. Day of the future
  11. マリオネットの心
  12. 目が逢う瞬間
  13. 自分REST@RT

## 06
2011年12月28日発売。「CHANGE!!!!」のTVサイズ版、第16話から第20話までの劇中挿入歌、エンディング、BGMとオリジナルのドラマパートを収録。初回版はBOXパッケージ仕様。
収録曲
1. 過去の出来事
2. CHANGE!!!!（TV SIZE）
歌：765PRO ALLSTARS[メンバー 1]
作詞：yura、作曲：NBGI（内田哲也）、編曲：橋本由香利、NBGI（内田哲也）
3. 一生懸命
4. TRIAL DANCE
歌：我那覇響（沼倉愛美）
作詞：yura、作曲：中西圭二、編曲：小西貴雄
5. Brand New Day!
歌：我那覇響（沼倉愛美）
作詞・作曲・編曲：NBGI（おおくぼひろし）
6. Jupiterのテーマ その1
7. 自転車
歌：菊地真（平田宏美）
作詞：白瀬彩、作曲・編曲：伊藤心太郎
8. チアリングレター
歌：菊地真（平田宏美）
作詞：mft、作曲：MIKOTO、編曲：梅堀淳
9. Jupiterのテーマ その2
10. いっぱいいっぱい
歌：秋月律子（若林直美）
作詞：中村恵、作曲・編曲：NBGI（佐々木宏人）
11. 魔法をかけて!（M@STER VERSION）
歌：秋月律子（若林直美）
作詞・作曲・編曲：NBGI（神前暁）
12. ゆったりのんびり
13. フラワーガール
歌：四条貴音（原由実）
作詞：NBGI（Yoshi & Kyon)、作曲・編曲：NBGI（Yoshi）
14. 風花
歌：四条貴音（原由実）
作詞・作曲・編曲：橋本由香利
15. みんなとの…
16. 約束（TV VERSION）
歌：如月千早（今井麻美）、天海春香（中村繪里子）、星井美希（長谷川明子）、高槻やよい（仁後真耶子）、萩原雪歩（浅倉杏美）、菊地真（平田宏美）、双海亜美／真美（下田麻美）、水瀬伊織（釘宮理恵）、三浦あずさ（たかはし智秋）、四条貴音（原由実）、我那覇響（沼倉愛美）
作詞：森由里子、作曲：NBGI（中川浩二、小林啓樹）、編曲：NBGI（小林啓樹）
17. ボーナス・トラック「音無小鳥の765プロ秘密レポート〜中2病全開編〜」
出演：四条貴音（原由実）、我那覇響（沼倉愛美）、秋月律子（若林直美）、音無小鳥（滝田樹里）
18. ボーナス・トラック2 約束
歌：如月千早（今井麻美）
作詞：森由里子、作曲：NBGI（中川浩二、小林啓樹）、編曲：NBGI（小林啓樹）

## 07
2012年2月1日発売。第21話から第25話までの劇中挿入歌、エンディング、BGMとオリジナルのドラマパートを収録。初回版はBOXパッケージ仕様。
収録曲
1. 春香の葛藤
2. 眠り姫
歌：如月千早（今井麻美）
作詞：森由里子、作曲・編曲：NBGI（椎名豪）
3. 花（NEW MIX）
歌：音無小鳥（滝田樹里）
作詞：yura、作曲・編曲：藤末樹、編曲：景家淳
4. 空
歌：音無小鳥（滝田樹里）
作詞：yura、作曲：NBGI（神前暁）
5. The world is all one !!（BGM VERSION）
制作：高田龍一
6. My Wish
歌：星井美希（長谷川明子）、高槻やよい（仁後真耶子）、萩原雪歩（浅倉杏美）、菊地真（平田宏美）、水瀬伊織（釘宮理恵）、秋月律子（若林直美）
作詞・作曲・編曲：Asu、編曲：関淳二郎
7. Happy Christmas
歌：天海春香（中村繪里子）、如月千早（今井麻美）、双海亜美／真美（下田麻美）、三浦あずさ（たかはし智秋）、四条貴音（原由実）、我那覇響（沼倉愛美）
作詞：貝田由里子、作曲・編曲：NBGI（椎名豪）、編曲：Fuming
8. relations（BGM VERSION）
制作：高田龍一
9. 見つめて（TV VERSION）
作詞：貝田由里子、作曲・編曲：NBGI（Yoshi）、編曲：佐久間誠
10. さよならをありがとう
歌：天海春香（中村繪里子）
作詞・作曲・編曲：橋本由香利
11. まっすぐ
歌：765PRO ALLSTARS[メンバー 1]
作詞：朝日祭、作曲・編曲：NBGI（Yoshi）
12. 激励
13. READY!! & CHANGE!!!! SPECIAL EDITION
歌：765PRO ALLSTARS[メンバー 1]
READY!!
作詞：yura、作曲・編曲：神前暁
CHANGE!!!!
作詞：yura、作曲：NBGI（内田哲也）、編曲：橋本由香利、NBGI（内田哲也）
14. 私たちはずっと…でしょう?[注 3]
歌：765PRO ALLSTARS[メンバー 1]
作詞：畑亜貴、作曲・編曲：佐々木宏人
15. いっしょ（NEW VERSION）
歌：765PRO ALLSTARS[メンバー 1]
作詞：yura、作曲・編曲：藤末樹
16. ボーナス・トラック「音無小鳥の765プロ秘密レポート〜さらば地球編〜」
出演：如月千早（今井麻美）、三浦あずさ（たかはし智秋）、音無小鳥（滝田樹里）
17. ボーナス・トラック2 見つめて
歌：萩原雪歩（浅倉杏美）、四条貴音（原由実）
作詞：貝田由里子、作曲・編曲：NBGI（Yoshi）、編曲：佐久間誠

## READY!! ソロ・リミックス
2013年7月7日発売。8周年記念ライブツアー「THE IDOLM@STER 8th ANNIVERSARY HOP!STEP!!FESTIV@L!!!」名古屋・横浜・大阪会場での限定販売。オリジナルスリーブ入り。
「READY!!（M@STER VERSION）」のソロ・リミックス12種を収録。

## CHANGE!!!! ソロ・リミックス
2013年9月15日発売。8周年記念ライブツアー「THE IDOLM@STER 8th ANNIVERSARY HOP!STEP!!FESTIV@L!!!」福岡・東京会場での限定販売。オリジナルスリーブ入り。
「CHANGE!!!!（M@STER VERSION）」のソロ・リミックス12種を収録。